# La preghiera del mattino
La preghiera del mattino è un'opera scultorea giovanile realizzata in marmo dal pittore svizzero Vincenzo Vela nel 1846. È conservata presso Palazzo Morando in via Sant'Andrea a Milano.

## Storia e descrizione
L'opera venne commissionata nel 1846 per essere posta nel proprio palazzo di Milano dal conte Giulio Litta all'allora giovane scultore svizzero Vela che, a Lugano, aveva già raggiunto la notorietà con la scultura del Vescovo Luvini e prima ancora, nel 1838, vincendo il premio di un concorso aperto a Venezia per un bassorilievo, rappresentante Cristo che risuscita la figlia di Jairo.
La Preghiera è una statua in marmo a grandezza naturale che raffigura in forma molto realistica una giovane fanciulla discinta e inginocchiata su un cuscino intenta alle orazioni mattutine; l'opera in marmo fu preceduta da un gesso oggi conservato al Museo Vela di Ligornetto in Svizzera; all'epoca della sua prima esposizione alla mostra annuale di Brera per il concorso del 1846, conobbe immediata notorietà ed ebbe una vasta risonanza internazionale partecipando alle esposizioni di Londra del 1862 (titolo Morning Prayer) e di Dublino nel 1865. Venne infine collocata da Giulio Litta nella cripta attigua alla chiesa di Santa Maria delle Selve a Vedano al Lambro in Brianza.
La scultura colpiva per il suo spiccato realismo, tanto che nel 1862 il critico Paolo Müntz la descriveva con queste parole: «La Preghiera del mattino è un'opera nella quale la realtà, forse, è cercata troppo da vicino. È una statua della giovinezza dell'autore, che porta la data del 1846. L'artista di già troppo preoccupato del vero, si è compiaciuto a tradurlo nei suoi minimi dettagli, e andò fino ad indicare la pressione di un cordone troppo serrato sul seno mezzo nudo della giovinetta. Del resto nell'insieme è un'opera esatta, un'opera ben fatta; ma di un sentimento poco elevato».
Alla scultura si ispirò il poeta trentino Andrea Maffei (1798-1885) nella sua poesia L'orante:
Della buona mia madre, e quella pia,

Che dal Signor chiamata al ciel salia,

Quest'aurea croce mi posò sul petto:

Poi baciandomi, disse (e il lungo affetto

Di quattro lustri in un sol bacio unia):

Da questo segno redentor ti sia,

Figlia, il core inesperto ognor protetto.

E l'ora, o madre, del periglio è questa!

Più non regge il mio cor debole, infermo,

A quel volto, a quegli occhi, a quella voce.

Salvami, tu che il puoi, dalla funesta

Virtù che mi soggioga, e fammi schermo,

Custode angelo mio, della tua croce.»
(Andrea Maffei, L'orante)